# Jan Nepomuk Hrdý
Jan Nepomuk Josef Hrdý (30. října 1865 Ostroměř – 15. dubna 1946 Vídeň) byl český katolický kněz, český historiograf a mecenáš.

## Život
Narodil se 30. října 1865 v podkrkonošské Ostroměři. Studoval v Jičíně a Praze a na kněze byl vysvěcen v roce 1888 v Litoměřicích.
Působil jako kaplan a administrátor (1892) v Žežicích u Chomutova, farář v Klínech u Horního Litvínova (1893) a od roku 1899 17 nebo 18 let jako farář v Josefodole (Josefův Důl) v Jizerských horách. Poté odešel do penze. V roce 1932 se stal duchovním zámecké kaple v Kravsku u Znojma.
Byl činný v oboru české historiografie a napsal také celou řadu vlastivědných studií, z nich vyšly tiskem: Kronika Klíny, Aus dem Isergebirge, Návarov, Závada a roku 1912 napsal příspěvek k dějinám Pojizeří: „Ze zápisků Fr. V.H. Jecha, učitele v Železném Brodě z roku 1798“.
Mnoho jeho prací je roztroušeno v rukopisech po jeho působištích a různých archivech a muzeích. Jan Hrdý netoužil po slávě a založil i několik nadací v Josefodole, Žežicích a Sobčicích; mimo to věnoval i větší částky chudinským fondům v Klínech, Josefodole a Ostroměři. Nejcennější je však jeho práce vlastivědná.
Zemřel 15. dubna 1946 ve Vídni, kde je pohřben na ústředním hřbitově.